# Tainara Santos
Tainara Lemes Santos (ur. 9 marca 2000 w Jandirze) – brazylijska siatkarka, reprezentantka kraju, grająca na pozycji przyjmującej i atakującej.   

## Sukcesy klubowe
Liga brazylijska:
- 2023[9]
- 2022[10], 2024[11]
- 2021

Superpuchar Brazylii:
- 2021[12]

Klubowe Mistrzostwa Ameryki Południowej:
- 2023[13]
- 2022[14], 2024[15]

Puchar Brazylii:
- 2024[16]

Liga chińska:
- 2025

## Sukcesy reprezentacyjne
Mistrzostwa Ameryki Południowej Kadetek:
- 2016[17]

Mistrzostwa Ameryki Południowej Juniorek:
- 2018[18]

Liga Narodów:
- 2019[19], 2022[20], 2025[21]

Mistrzostwa Świata:
- 2022[22]

Mistrzostwa Ameryki Południowej:
- 2023[23]

Igrzyska Panamerykańskie:
- 2023[24]

Igrzyska Olimpijskie:
- 2024[25]

## Nagrody indywidualne
- 2016: MVP Mistrzostw Ameryki Południowej Kadetek[26]
- 2018: Najlepsza przyjmująca Mistrzostw Ameryki Południowej Juniorek[27]